# Minardi M191
A Minardi M191 egy Formula–1-es versenyautó, amellyel a Minardi csapat versenyzett az 1991-es Formula–1 világbajnokság során. Pilótái Pierluigi Martini és Gianni Morbidelli voltak, valamint az utolsó versenyen az utóbbit helyettesítő Roberto Moreno. 2007-ig ez volt az utolsó Faenzában épített autó, amely Ferrari-motorokat használt.
Az 1992-es idény első felében is ezt az autót használták, 191B típusmegjelöléssel. Lényeges különbség volt, hogy ebben már a Lamborghini V12-es motorja kapott helyet. Ezt az autót Morbidelli mellett Christian Fittipaldi vezette.

## Áttekintés
Az 1991-es idényre a csapatfőnök Giancarlo Minardi szerződést kötött a Ferrarival, hogy az ő motorjaikra váltson a Ford erőforrásairól. Ezek a motorok azonban kezdetben nem újak voltak, hanem az 1989-es specifikációjúak, és csak az idény második felétől kapták meg a még mindig csak tavalyi, de egy fokkal jobb motorokat.
1991 során mindössze kétszer szereztek pontot, azt is mindkétszer Martini révén. Ez a két pontszerzés azonban egy-egy negyedik hely volt, ami azt jelentette, hogy az idényt a számukra igen előkelő hetedik helyen zárhatták. Morbidellit az utolsó futamra elvitte a Ferrari, hogy beültesse Alain Prost helyére, az őt helyettesítő Moreno csak a tizenhatodik lett.
Az 1992-es idényre megváltak a Ferrari motorjaitól, és helyettük a Lamborghini biztosította az erőforrásokat. Mivel az új autójuk nem készült el időben, ezért a szezon elején a 191B variánssal versenyeztek. Szerencsére nagy átalakításokat nem kellett végezni, lévén mindkét motor V12-es, hasonló felépítésű volt. A Fittipaldi-Morbidelli páros ezzel az autóval felejthetően teljesített, mindössze egy-egy célbaérésük volt a négy futamon, a többin kiestek.

## Eredmények
(félkövérrel jelölve a pole pozíció; dőlt betűvel a leggyorsabb kör)
| Év   | Csapat       | Kasztni | Motor              | Gumik | Pilóták              | 1   | 2   | 3   | 4   | 5   | 6   | 7   | 8   | 9   | 10  | 11  | 12  | 13  | 14  | 15  | 16  | Pontok | Helyezés |
| ---- | ------------ | ------- | ------------------ | ----- | -------------------- | --- | --- | --- | --- | --- | --- | --- | --- | --- | --- | --- | --- | --- | --- | --- | --- | ------ | -------- |
| 1991 | Minardi Team | M191    | Ferrari 037        | G     |                      | USA | BRA | SMR | MON | CAN | MEX | FRA | GBR | GER | HUN | BEL | ITA | POR | ESP | JPN | AUS | 6      | 7.       |
| 1991 | Minardi Team | M191    | Ferrari 037        | G     | Pierluigi Martini    | 9   | KI  | 4   | 12  | 7   | KI  | 9   | 9   | KI  | KI  | 12  | KI  | 4   | 12  | KI  | KI  | 6      | 7.       |
| 1991 | Minardi Team | M191    | Ferrari 037        | G     | Gianni Morbidelli    | KI  | 8   | KI  | KI  | KI  | 7   | KI  | 11  | KI  | 13  | KI  | 9   | 9   | KI  | KI  |     | 6      | 7.       |
| 1991 | Minardi Team | M191    | Ferrari 037        | G     | Roberto Moreno       |     |     |     |     |     |     |     |     |     |     |     |     |     |     |     | 16  | 6      | 7.       |
| 1992 | Minardi Team | M191B   | Lamborghini LE3512 | G     |                      | RSA | MEX | BRA | ESP | SMR | MON | CAN | FRA | GBR | GER | HUN | BEL | ITA | POR | JPN | AUS | 1*     | 12.      |
| 1992 | Minardi Team | M191B   | Lamborghini LE3512 | G     | Christian Fittipaldi | KI  | KI  | KI  | 11  |     |     |     |     |     |     |     |     |     |     |     |     | 1*     | 12.      |
| 1992 | Minardi Team | M191B   | Lamborghini LE3512 | G     | Gianni Morbidelli    | KI  | KI  | 7   | KI  |     |     |     |     |     |     |     |     |     |     |     |     | 1*     | 12.      |

* Pontot az M192-essel szereztek